# Basil Dignam
Basil Dignam (* 24. Oktober 1905 in Sheffield, Yorkshire, England; † 31. Januar 1979 in Westminster, London, England) war ein britischer Schauspieler.

## Leben
Dignam hatte sein Schauspieldebüt 1948 in der britischen Fernsehproduktion Morning Departure. 1950 trat er in einer Produktion von Arthur Wing Pineros The Second Mrs. Tanqueray am Theatre Royal Haymarket auf. 1954 spielte er in Charles Langbridge Morgans The Burning Glass am Apollo Theatre im Londoner West End.
Ab den 1950er Jahren hatte Dignam Nebenrollen in vielen britischen Filmproduktionen, darunter der Hammer-Horrorfilm Schock, die Carry-On-Filmkomödie Kopf hoch – Brust raus! sowie David Leans Lawrence von Arabien. Er wurde dabei aufgrund seines Äußeren zumeist als Anwalt, Politiker oder Offizier eingesetzt.
Er wirkte als Gaststar in vielen britischen Fernsehserien mit, unter anderem in Mit Schirm, Charme und Melone, Department S und Die 2. An der Seite von Patrick McGoohan spielte er sowohl in Geheimauftrag für John Drake als auch in Nummer 6.
Dignam war mit der Schauspielerin Mona Washbourne verheiratet. Auch sein Bruder Mark Dignam arbeitete als Schauspieler.

## Filmografie (Auswahl)

### Spielfilme
- 1955: Schock (The Quatermass Xperiment)
- 1956: Der beste Mann beim Militär (Private’s Progress)
- 1958: Kopf hoch – Brust raus! (Carry on Sergeant)
- 1958: Immer Ärger in der Army (Up the Creek)
- 1958: Noch mehr Ärger in der Army (Further Up the Creek)
- 1960: Das Spinngewebe (The Spider’s Web)
- 1961: The Fourth Square
- 1962: Pirat der sieben Meere (Il dominatore dei sette mari)
- 1962: Brennende Schuld (Life For Ruth)
- 1962: Lawrence von Arabien (Lawrence of Arabia)
- 1965: Dolche in der Kasbah (Where the Spies Are)
- 1966: Minirock und Kronjuwelen (The Jokers)
- 1967: Geheimauftrag K (Assignment K)
- 1968: Der Satan mischt die Karten (Laughter in the Dark)
- 1969: Luftschlacht um England (Battle of Britain)
- 1970: Die große weiße Hoffnung (The Great White Hope)
- 1971: John Christie, der Frauenwürger von London (10 Rillington Place)
- 1974: Weiche Betten, harte Schlachten (Soft Beds, Hard Battles)

### Fernsehserien
- 1963: Simon Templar (The Saint)
- 1964: Mit Schirm, Charme und Melone (The Avengers)
- 1965: Geheimauftrag für John Drake (Danger Man)
- 1967: Der Mann mit dem Koffer (Man in a Suitcase)
- 1967: Nummer 6 (The Prisoner)
- 1969: Department S
- 1969: Randall & Hopkirk – Detektei mit Geist (Randall & Hopkirk (Deceased))
- 1970: Task Force Police (Softly Softly)
- 1971: Die 2 (The Persuaders!)
- 1971: Jason King
- 1976: Die Füchse (The Sweeney)